# Gateshead
Gateshead è una città della contea di Tyne and Wear, in Inghilterra nel Regno Unito, situata sulla sponda meridionale del fiume Tyne, in corrispondenza della città di Newcastle, con la quale è collegata da sette ponti. Presenta numerosi edifici interessanti dal punto di vista architettonico quali il Sage Gateshead, il North and Baltic Centre for Contemporary Art e l'Angelo del Nord. Al 2011 la popolazione di Gateshead conta 120 046 abitanti, che sono chiamati geordie così come tutti quelli della regione circostante del Tyneside.
Fino al 1974, anno di creazione della contea metropolitana di Tyne e Wear, Gateshead ha fatto parte della Contea di Durham, della quale era diventata un distretto in seguito al Local Government Act del 1888.

## Etimologia
La prima attestazione dell'esistenza di un insediamento chiamato Gateshead si ha nella Historia ecclesiastica gentis Anglorum di Beda il Venerabile, dove compare nella forma latinizzata "ad caput caprae", cioè "presso la testa della capra". Questa espressione, confermata da successive attestazioni in lingua inglese di età medievale, secondo le autorità locali andrebbe intesa nel senso di "colle delle capre", dunque con chiaro riferimento alla natura aspra del territorio.

## Storia
Il primo nucleo insediativo risale all'età romana ed era situato in corrispondenza del vecchio punto di attraversamento del Tyne, dove attualmente si trova lo Swing Bridge.
La prima attestazione di Gateshead nelle fonti risale a Beda il Venerabile, che cita un certo Utta, abate di Gateshead. Nel 1068 Guglielmo il Conquistatore sconfisse le truppe di Edgar Ætheling e del re Malcolm di Scozia nella battaglia della Piana di Gateshead (avvenuta nella località un tempo detta Gateshead Fell e ora occupata dagli insediamenti di Low Fell e Sheriff Hill).
Durante il medioevo, Gateshead era soggetta alla giurisdizione del vescovo di Durham. Ai tempi, l'area era perlopiù ricoperta di boschi, con poche aree coltivate.

## Distretti
Gateshead è composta dai seguenti distretti:
- Gateshead centro
- Black Hill (High Fell ward)
- Mount Pleasant (Deckham ward)
- Deckham
- Carr Hill (Deckham ward)
- Central (Bridges ward)
- Bensham (Bensham ward)
- Teams (Dunston and Teams ward)
- Low Teams (Dunston and Teams ward)
- Chowdene (Chowdene ward)
- Low Fell
- Dunston
- Swalwell (Dunston and Teams ward)
- Dunston Hill (Whickham East ward)
- Lobley Hill (Bensham ward)
- Team Valley Trading Estate (Bensham ward)
- Team Valley (Bensham ward)
- Sheriff Hill (High Fell ward)
- Ravensworth (High Fell ward)
- Saltwell (Saltwell ward)
- Shipcote (Saltwell ward and Deckham ward)
- Harlow Green (Chowdene ward)
- Wardley (Wardley and Leam Lane ward)
- Leam Lane Estate
- Pelaw
- Heworth
- Felling
- Staneway (Windy Nook and Whitehills ward)
- Wrekenton (Lamesley ward)
- Windy Nook
- Whitehills
- Beacon Lough (High Fell ward)
- Eighton Banks (Lamesley ward)
- Old Fold (Deckham ward)
- Redheugh (Bridges ward)
- Shipcote (Deckham ward)
- Bill Quay (Pelaw and Heworth ward)
- North Felling/Felling Shore (Felling ward)
- Lyndhurst (Low Fell ward)
- Egremont Estate (High Fell ward)
- Allerdene (Low Fell ward)
- Falla Park (Felling ward)
- Sunderland Road (Felling ward)
- Follingsby (Wardley and Leam Lane ward)

## Curiosità
- Un articolo del Daily Telegraph riportò un curioso episodio avvenuto prima del 2007 [1]. Secondo l'autore del pezzo, a una donna sarebbe stato negato il visto turistico per entrare nel Regno Unito in quanto avrebbe affermato di voler visitare Gateshead, motivazione giudicata "non credibile" dal personale della dogana. La notizia, ripresa dal Guardian, ha suscitato ironia e scalpore[2].
- Gateshead è gemellata con la città francese di Saint-Étienne-du-Rouvray e la città giapponese di Komatsu.
- Il censimento del 2001 ha evidenziato come più del 10% degli abitanti del distretto metropolitano di Gateshead abbiano dichiarato di non professare alcuna religione. Sono tuttavia presenti varie comunità cristiane, una comunità ebraica e una musulmana.